# Ilmajoki
Ilmajoki (schwedisch: Ilmola) ist eine Gemeinde in der westfinnischen Landschaft Südösterbotten mit 12 165 Einwohnern (28. Februar 2017) und die Fläche beträgt 579,79 km²; davon sind 2,89 km² Gewässer. Die Bevölkerungsdichte beträgt 20,2 Einwohner/km². Die Gemeinde ist ausschließlich finnischsprachig.
Ilmajoki besteht seit 1516 als Kapellengemeinde und umfasste ursprünglich weite Teile des Umlandes, darunter auch die heute selbständigen Städte und Gemeinden Alavus, Kauhajoki, Kurikka und Seinäjoki.
Die ehemalige Muttergemeinde Ilmajoki ist von ihrer Landschaft und ihrer Natur her eine ostbottnische flache Landschaft. Durch Ilmajoki fließt der Kyrönjoki, der größte Fluss Südösterbottens. Seine Uferlandschaften gehören zu den Kornkammern Finnlands. Der Kyrönjoki wurde zu einer der finnischen Nationallandschaften gewählt. Ein Fünftel der Einwohner von Ilmajoki ist unter 14 Jahre alt. Die Einwohnerzahl ist in den letzten zehn Jahren um circa 700 Einwohner gestiegen. Der Steuersatz der Gemeinde Ilmajoki von 20,25 % ist der niedrigste der Gemeinden in Südösterbotten (Durchschnitt in Südösterbotten  21,23 %). Die Produktion von erneuerbarem Strom ist in Ilmajoki höher als der Stromverbrauch.
Erfolgreiche Sportler aus Ilmajoki sind der Speerwerfer Tero Pitkämäki und der Ringer Marko Yli-Hannuksela. Die Pesäpallo-Mannschaft des Vereins Koskenkorvan Urheilijat spielt in der Superpesis, der höchsten Spielklasse dieser Sportart. Die jährlich stattfindenden Musikfestspiele Ilmajoki versammeln im Juni tausende Opernbesucher. In Ilmajoki gibt es vor allem für geschichtlich interessierte Reisende viel zu sehen.
Die Unternehmertätigkeit hat eine lange Tradition in Ilmajoki, wo es beinahe 1000 Unternehmen gibt. In der jährlichen Aufstellung des Unternehmerverbandes Etelä-Pohjanmaan Yrittäjät hatte die Gemeinde wiederholt Spitzenplätze als unternehmensfreundlicher Ort inne.
Der größte Industriebetrieb ist die Koskenkorva-Fabrik des Konzerns Altia, wo Ethanolrohstoff für den Koskenkorva-Branntwein produziert wird. Koskenkorva ist zu einer der bedeutendsten Marken Finnlands geworden, die auch international bekannt ist. Ilmajoki ist fortschrittlich in der Bio- und Umweltwirtschaft.
In dem Ort Rengonkylä in Ilmajoki befindet sich ein privat betriebener Flugplatz auf internationalem Niveau. Durch die Gemeinde führt die als Bahn von Suupohja bekannte Strecke Seinäjoki–Kaskinen. Von Ilmajoki sind es 17 km nach Seinäjoki, 70 km nach Vaasa, 150 km nach Tampere und 360 km nach Helsinki.

## Geschichte
Ilmajoki gehörte wie die zahlreichen anderen südostbottnischen Gemeinden ursprünglich zu der großen Gemeinde Kyrö/Kyröjoensuu/Pohjankyrö, also der heutigen Muttergemeinde Isokyrö. Die Kapellengemeinde Ilmajoki wurde zugehörig zu Isokyrö im Jahr 1516 gegründet und umfasste die heutigen Regionen Alavus, Jalasjärvi, Kauhajoki, Kurikka, Peräseinäjoki und Seinäjoki. Als selbständige Muttergemeinde wurde diese Region im Jahr 1532 von Isokyrö unabhängig, als die Kirchengemeinde Ilmajoki gegründet wurde. In Praxis geschah die Trennung von Kyrö wahrscheinlich erst in den 1550er Jahren. Die erste Gerichtsverhandlung in Ilmajoki fand 1554 statt. Eine eigene Verwaltungsgemeinde wurde aus Ilmajoki spätestens im Jahr 1571; von damals ist die erste Erwähnung von Ilmajokis eigenem Polizeichef zu finden.
Von Groß-Ilmajoki wurden seither Alavus, Jalasjärvi, Kauhajoki, Kurikka, Peräseinäjoki und Seinäjoki abgetrennt. Die Gemeinde Ilmajoki begann ihre Tätigkeit im Jahr 1867, als die Gemeindeverwaltung als Folge der Gemeindeverordnung des Jahres 1865 von der Kirchengemeinde getrennt wurde.
Jaakko Ilkka, der Führer der Bauern im Keulenkrieg in den Jahren 1596–1597, stammte aus Ilmajoki und an dem Ort fand im Februar 1597 die mit dem Krieg in Verbindung stehende Schlacht am Hügel Santavuori statt.

In Ilmajoki gibt es auch zahlreiche originale eineinhalb- und zweistöckige ostbottnische Häuser. Auch die in Ilmajoki hergestellten Könni-Uhren und die Konzentration an Beschlagschmieden für Wagen  im Dorf  Nopankylä berichten von der langen Bau- und Planungstradition in Ilmajoki.

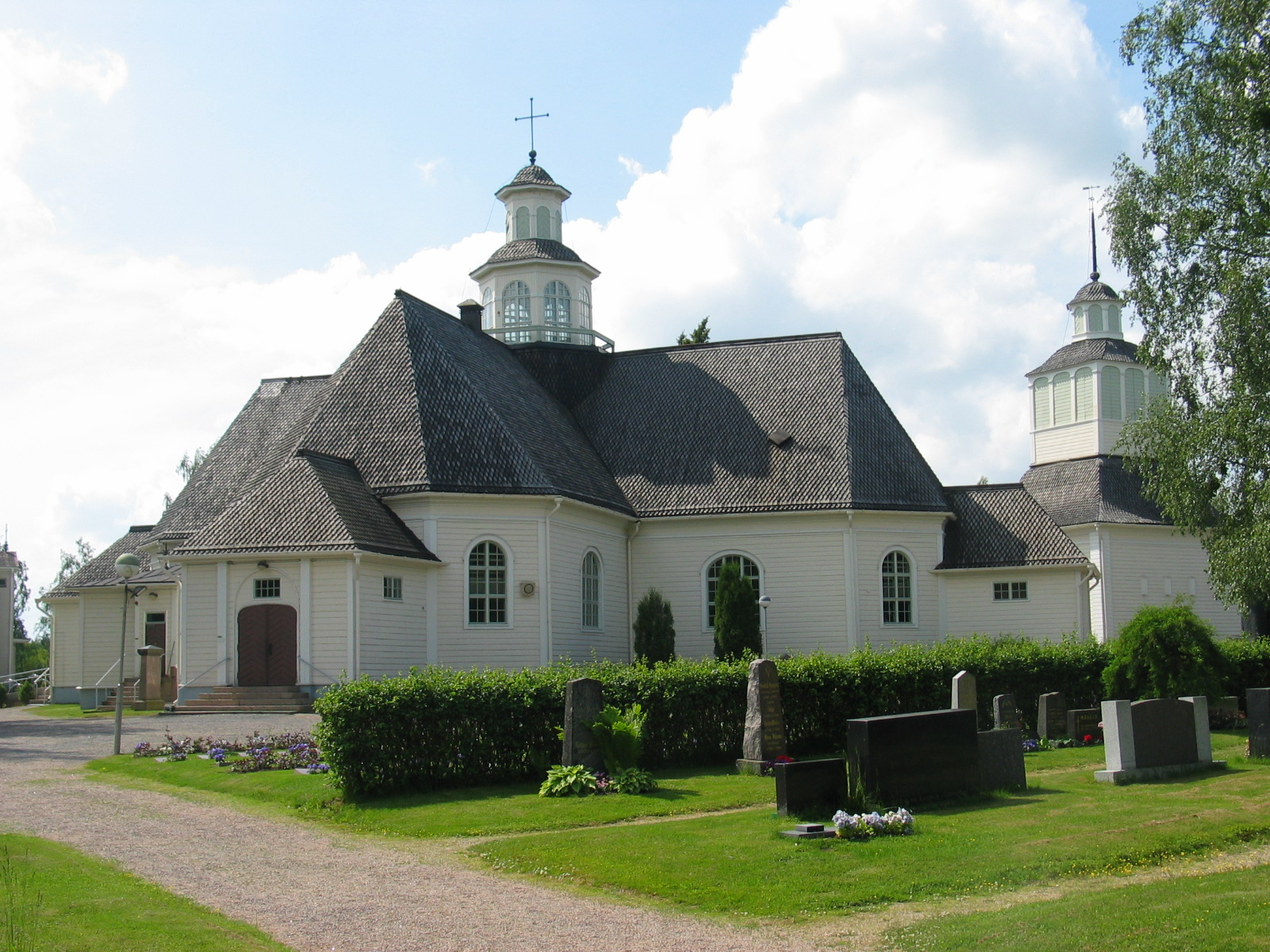
Die Kirche von Ilmajoki

Die Pfarrkirche des Ortes ist eine hölzerne Kreuzkirche mit Dachreiter und freistehendem Glockenturm und wurde 1764–1765 errichtet. Die politische Gemeinde besteht in ihrer heutigen Form seit 1865; das Siedlungszentrum bilden die heute zusammengewachsenen Orte Ilmajoki, Koskenkorva und Ahonkylä, daneben zählen zur Gemeinde die Orte Huissi, Jouppila, Kiikerinkylä, Könni, Luoma, Munakka, Nopankylä, Peltoniemi, Peräkylä, Peurala, Pojanluoma, Rengonkylä, Röyskölä, Seittunkylä, Tuomikylä, Ujaistenkylä und Varpahaiskylä.
Beim Unfall des Wasa-Wings-Flug 701 am 14. November 1988 kamen 6 Personen ums Leben.

## Sehenswürdigkeiten
- Ilkka-Feld mit Ilkka-Statue aus dem Jahr 1924 und der Statue „Rodungsarbeiter im Flachland“ aus dem Jahr 1954
- Denkmal von Jaakko Ilkkas Elternhaus in Koskenkorva
- Hausmuseum Yli-Laurosela, ein Musterbeispiel eines architektonischen alten ostbottnischen Hauses
- Museum Ilmajoki
- Die schönen urostbottnischen Scheunen- und Flusslandschaften von Alajoki
- Hügel Santavuori und seine Windkraftwerke
- Haine von Tuoresluoma, laut dem Umweltinstitut Westfinnland der geschützt werdende Hain

Tuoresluoma, Quelle von Loukasmäki, Quelle von Hassulanneva und Quelle von Kilsukylä, laut dem Umweltinstitut Westfinnland wertvolle kleine Gewässer.

## Söhne und Töchter der Gemeinde
- Matti Paasivuori (1866–1937), sozialdemokratischer Politiker
- Arvo Haavisto (1900–1977), Ringer
- Jussi Rintamäki (1935–2025), Leichtathlet
- Martti Laakso (* 1943), Ringer
- Marko Yli-Hannuksela (* 1973), Ringer
- Tero Pitkämäki (* 1982), Speerwerfer